# Forbidden (película de 2011)
Forbidden es una película documental de Egipto dirigida por Amal Ramsis que se estrenó el 18 de julio de 2011 en España que se refiere a las prohibiciones que estaban vigentes en la sociedad egipcia en la vida cotidiana en el período inmediatamente anterior a la Revolución egipcia de 2011 revolución del 25 de enero de 2011.

## Producción
Es el primer largometraje de la directora, quien fue recogiendo material sobre las prohibiciones vigentes en la sociedad egipcia en la vida cotidiana, filmando a escondidas en las calles de El Cairo y en casas de amigos, desde tres meses antes de la revolución del 25 de enero de 2011. Entre los entrevistados se encuentran el director de cine Arab Lotfi, la periodista Salma Shokralla y el dirigente del Frente Nacional y de la organización trotskista Socialistas Revolucionarios Mohamed Waked. La película fue exhibida, en el Festival de Cine del Milenio de Bruselas y en el Festival de Cine Árabe de Berlín, entre otros lugares.

## Crítica
El comentario sobre el filme de Egypt Today fue:

”Forbidden es, de lejos, uno de los documentales más perspicaces estrenados desde la Revolución de 2011, describe en forma realista la culminación de los acontecimientos y represiones que llevaron al levantamiento masivo y brinda una clara comprensión de cómo durante las últimas décadas ha sido oprimido cada aspecto de nuestra sociedad.“

## Premios
La película fue galardonada con los siguientes premios:
- Premio a la Mejor Película en el Festival de Cine político realizado por Mujeres de Madrid en diciembre de 2011.
- Premio al Mejor Documental en el Festival Internacional de Cine Pobre.
- Premio del Público al Mejor Filme Documental en Drac Magic en mayo de 2011.
- Premio a la Mejor Película en Festival de Cine Árabe de  Róterdam en septiembre de 2011.
- Premio al Mejor Filme por los derechos humanos en el Festival Internacional de Cine Invisible "Film Sozialak" Bilbao en septiembre de 2011.